# Alberto Hurtado Cruchaga
Luis Alberto Hurtado Cruchaga, även känd som fader Hurtado, född 22 januari 1901 i Viña del Mar, Chile, död 18 augusti 1952 i Santiago de Chile, var en chilensk jesuitpräst. Helgonförklarad av Romersk-katolska kyrkan den 23 oktober 2005.
Han föddes i en familj med kristna värderingar och vigde tidigt sitt liv till Gud. Han prästvigdes 1933.
Hurtado hjälpte fattiga och nödställda i Chile och såg till att de fick bättre levnadsvillkor. Han grundade stiftelsen Hogar de Cristo, "Kristi hus", 1946 och fortsatte sitt livsverk ända fram till sin död 1952. 